# آنا شخییان
آنا سمینونی شخییان (ارمنی: Աննա Սեմյոնի Շխիյան؛ زاده ۹ ژوئیهٔ ۱۹۰۵ – درگذشته ۱۵ مهٔ ۱۹۹۰) گیاه‌شناس اهل ارمنستان بود که به خاطر مطالعات در زمینه گیاگان منطقه قفقاز شناخته شده‌است. گیاه Allium schchianiae به افتخار وی نامگذاری شده‌است.

## زندگی‌نامه
در ۹ ژوئیهٔ ۱۹۰۵ در تفلیس از والدینی آموزگار به دنیا آمد. از دانشگاه دولتی تفلیس فارغ‌التحصیل شد. در سال ۱۹۲۹ به ارمنستان نقل مکان نمود جایی که وی در جنگل‌زدایی اطراف اقامتگاه‌های تفریحی کوهستانی آرزنی شرکت نمود. در سال ۱۹۳۹ برای فعالیت بخش گیاه‌شناسی قفقاز جنوبی آکادمی علوم اتحاد شوروی به تفلیس نقل مکان نمود. وی در سال ۱۹۷۴ از پایان‌نامه دکترای خود که شامل بررسی سیستماتیک تیره خواجه‌باشیان در قفقاز بود دربارهٔ دفاع کرد. از سال ۱۹۷۵ وی در ایروان زندگی می‌کرد و وی در زمینه‌های سیستماتیک و جغرافیا در انستیتو گیاه‌شناسی فرهنگستان ملی علوم ارمنستان فعالیت می‌کرد. همچنین برندهٔ جوایزی همچون، و شده‌است. وی حدود ۵۰ جلد کتاب تألیف نموده‌است. شخییان در ۱۵ مهٔ ۱۹۹۰ در سن ۸۴ سالگی در ایروان درگذشت.